# Gerard Greene
Gerard Greene, född 12 november 1973, är en professionell snookerspelare, född i Kent, England, men tävlande för Nordirland eftersom hans föräldrar kommer från Belfast.

## Karriär
Greene blev professionell 1993, och nådde efter några år platser runt 30 på världsrankingen, och har sedan dess legat stadigt kring denna plats. Han har kvalificerat sig för världsmästerskapen tre gånger, men aldrig gått vidare från första omgången.
Greenes bästa resultat i karriären är semifinalen i Grand Prix 2007, han var här nära att slå Marco Fu, men förlorade i skiljeframe. Han har dock vunnit två icke-rankingtitlar i karriären (dock inga på snoookerns Main Tour): World Games 2005 i Duisburg, Tyskland, och Polish Masters 1996. Samma säsong förlorade han en match mot Steve Davis i Grand Prix med 0-5, det anmärkningsvärda med den matchen var att inte mindre än tre av framen slutade med att Greene sänkte sista svart, men samtidigt förlöpte med vit, och förlorade framet!
Säsongen 2010/11 började lovande för Greene, som vann 10 av sina första 11 matcher under sommaren i det nya Players Tour Championship. Dessvärre fortsatte inte säsongen i samma goda stil, och Greene avancerade inte nämnvärt på rankingen.

## Titlar

### Icke-rankingtitlar
- World Games - 2005
- Polish Masters - 1996